# Bataille de Brignais
Batailles
La bataille de Brignais est une bataille de la guerre de Cent Ans qui eut lieu le 6 avril 1362. Les Grandes Compagnies mercenaires battent l'armée royale française commandée par Jacques Ier de Bourbon, comte de la Marche et connétable de France.

## Contexte
Depuis le début de la guerre de Cent Ans, la France a été battue à Crécy (1346) et à Poitiers (1356), où le roi Jean II le Bon a été fait prisonnier. Il n’est libéré qu’en 1360. Depuis la trêve, les Grandes Compagnies de mercenaires (aussi appelés Routiers), qui ne sont plus payés, ravagent et pillent les campagnes françaises. En décembre 1360, les voici en Bourgogne, dévastant les environs de Beaune, Dijon, Gevrey. Ils atteignent le Mâconnais en janvier 1361 puis en 1362. Le péril devenant imminent pour la région lyonnaise, les efforts se coordonnèrent enfin. Le chapitre métropolitain sollicite le roi. Un lieutenant du bailli de Mâcon vient visiter les fortifications de la ville de Lyon. Les châteaux de St Genis-Laval, Givors, Soucieu-en-Jarrest, Rochefort, Ste-Foy-lès-Lyon et bien d'autres renforcent leur défense.
Vers le milieu du mois de mars, les Tard-Venus sont devant le château de Rive-de-Gier puis une compagnie de Routiers s'empare du bourg fortifié de Brignais, ces deux places fortes n'ayant pas la garnison nécessaire pour assurer leur défense. Le chapitre de Saint-Just et le sénéchal de Lyon demandent de l'aide à Jean II de Melun, qui demande lui-même le soutien du roi. Les milices de Lyon et les forces des seigneurs féodaux locaux sont placées sous la bannière de Jacques de Bourbon, comte de La Marche, connétable de France. Une seconde armée doit la rejoindre, en provenance de Bourgogne. Apprenant que l'on cherche à les déloger, les Tard-Venus des alentours s’unissent pour mieux résister.

## Déroulement
L'armée royale avance vers Brignais le 6 avril 1362, en venant de Saint-Genis-Laval.
Deux versions existent concernant le déroulement de cette bataille.
D'après Matteo Villani, Jacques de Bourbon, n'attendant pas les renforts, chercha à reprendre Brignais. Voyant ses assauts repoussés, il dut camper avec ses troupes devant la ville. Une partie de l'armée des Tard-Venus s'était alors séparée du reste pour piller le Forez. Apprenant que la garnison de Brignais était en difficulté, ils revinrent à marche forcée pour les secourir. Profitant de l'effet de surprise et de la hauteur du terrain des Barolles, ces Routiers que Villani dit commandés par Petit Meschin attaquèrent le camp de l'armée de Jacques de Bourbon en pleine nuit, pendant que ceux fortifiés dans le bourg firent une sortie.

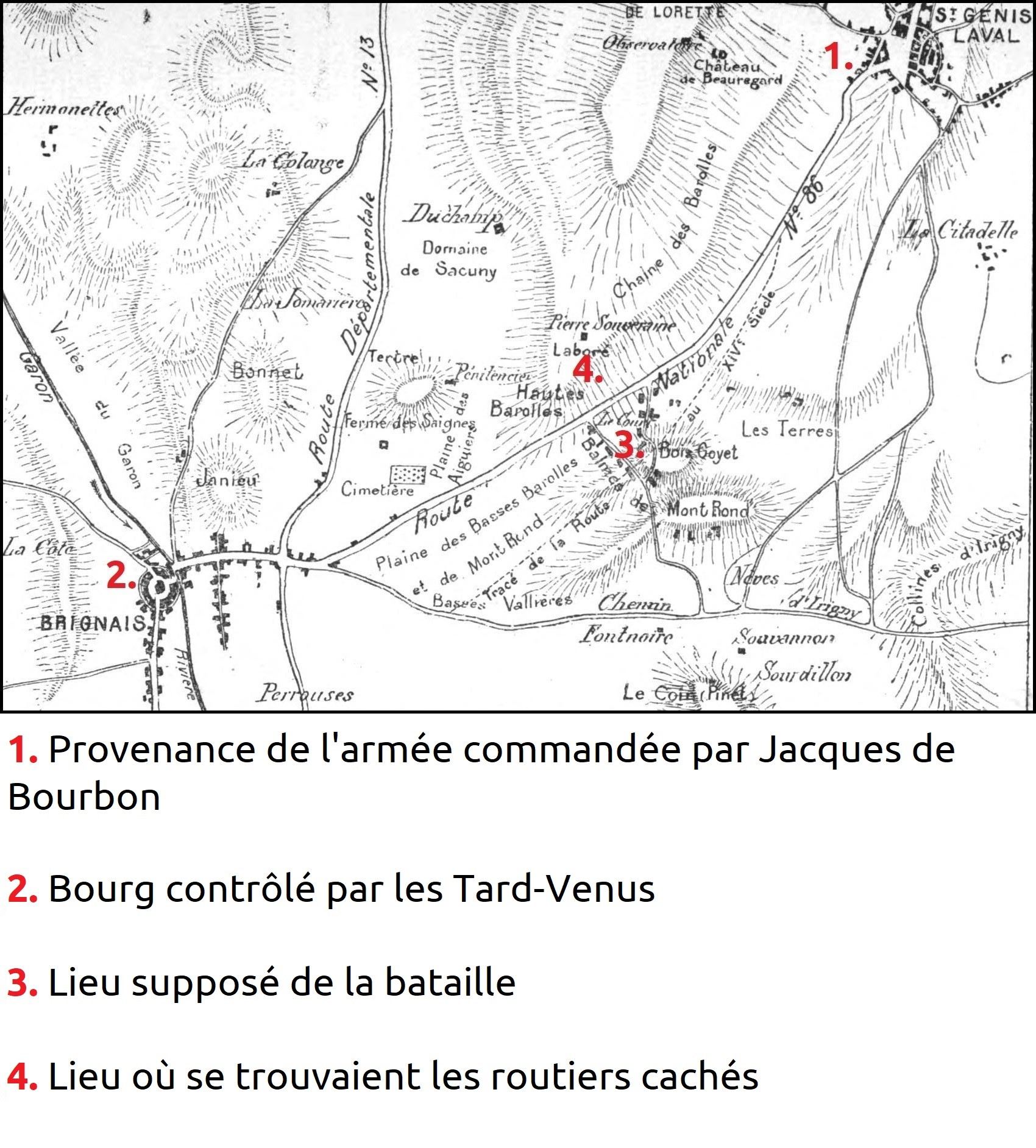
Plan des lieux de la bataille de Brignais selon les informations de Froissart

D'après Jean Froissart, les Routiers, sous l'impulsion de Seguin de Badefol, se seraient séparés en deux groupes : le premier rangé sur la route liant Saint-Genis-Laval à Brignais (aux environs du Bois Goyet selon Denis Sauvage), et le second caché dans les hauteurs d'une colline voisine. L'armée royale, n'ayant pas d'éclaireurs efficaces les informant des positions ennemies, attaqua frontalement le groupe de mercenaires visible. Elle subit une forte résistance et fut repoussée deux fois. C'est alors que les Routiers dissimulés sortirent et prirent l'armée royale en tenaille. La victoire fut totale.
Plusieurs nobles y trouvèrent la mort, parmi lesquels Jacques de Bourbon et Louis d'Albon, comte de Forez. En outre, beaucoup de seigneurs furent capturés.

## Suites de la bataille
Les Routiers se contentèrent de rançonner des prisonniers, et n'attaquèrent pas Lyon.
La défaite de l'armée royale provoqua une nouvelle panique dans le royaume. Cependant, l’unité des mercenaires ne dura pas, et le roi de France organisa des campagnes jusqu'en Espagne et en Hongrie pour s'en débarrasser.

## Sources
- Charles VI le roi fou de Françoise Autrand